# Russell Square

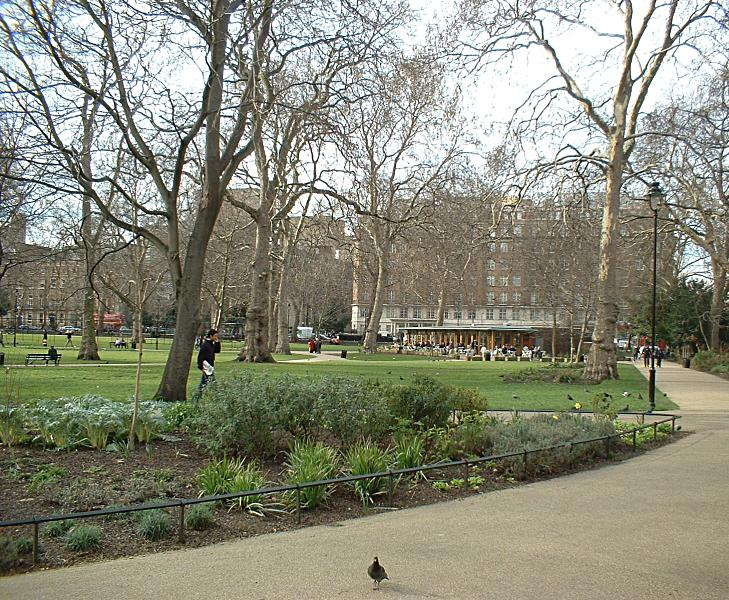
Russell Square

Russell Square ist ein großer Platz mit Grünanlagen in Bloomsbury, London. In seiner Nähe befindet sich das Hauptgebäude der University of London und das British Museum. Im Norden befindet sich Woburn Place und auf der Südwestseite ist Southampton Row. Die gleichnamige U-Bahn-Station ist in der Nordostecke des Platzes.

## Geschichte

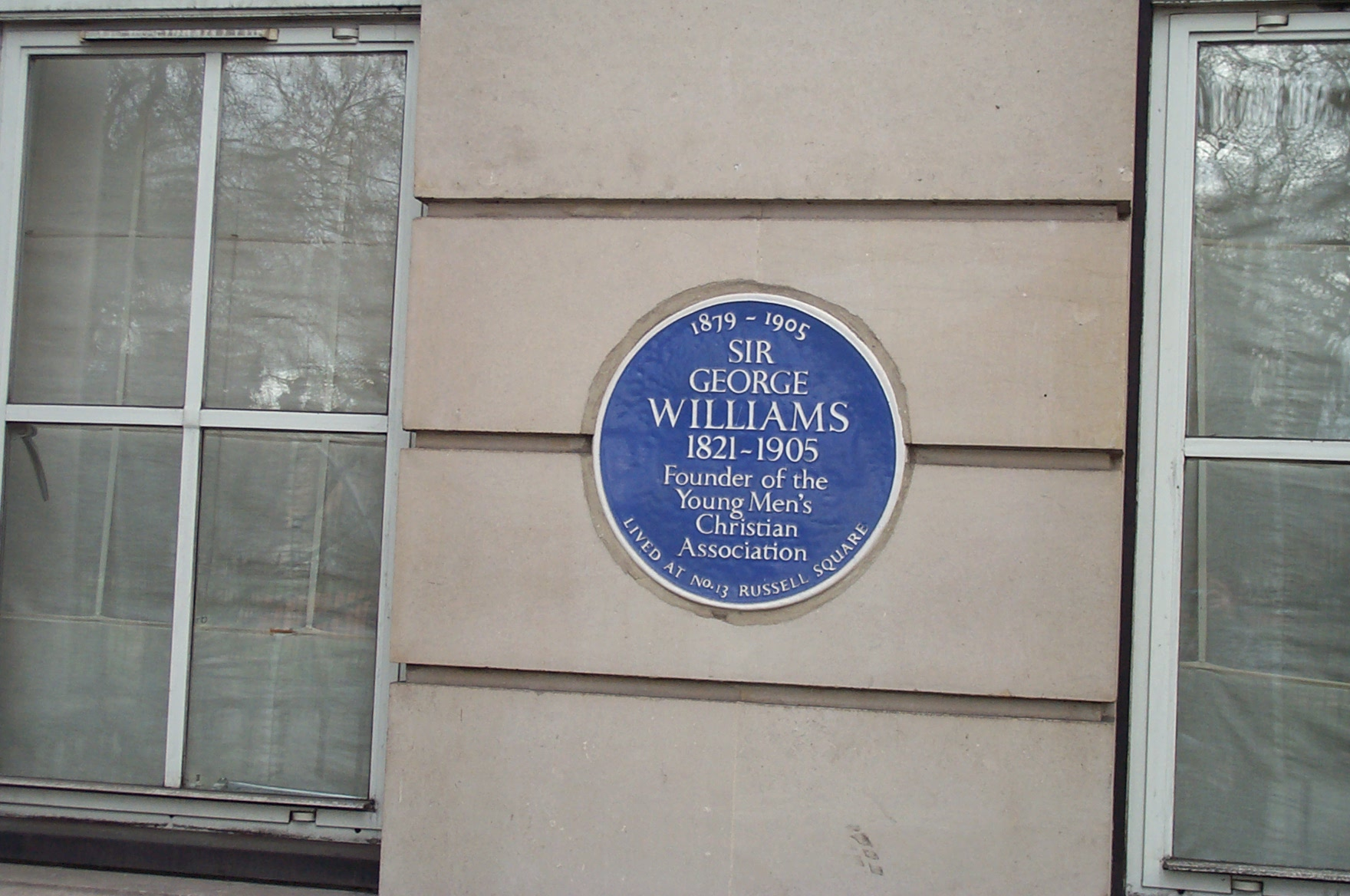
Blue plaque für George Williams, Gründer des YMCA

Der Platz ist nach dem Nachnamen der Earls und Dukes of Bedford benannt, die im 17. und 18. Jahrhundert die Landbesitzungen ihrer Familie in London ausbauten, angefangen mit dem Covent Garden (Bedford Street). Der Russell Square entstand, als im Garten des ehemaligen Landsitzes des Dukes Straßen angelegt wurden. Andere Namen in diesem Gebiet zeugen gleichermaßen von den Dukes of Bedford, so z. B. Bedford Square, Bedford Place, Bedford Avenue, Bedford Row and Bedford Way; Woburn Square und Woburn Place sind nach der Woburn Abbey benannt, Tavistock Square, Tavistock Place und Tavistock Street nach dem Marquess of Tavistock. Die Laternen in diesem Gebiet zeigen das Wappen der Bedfords.

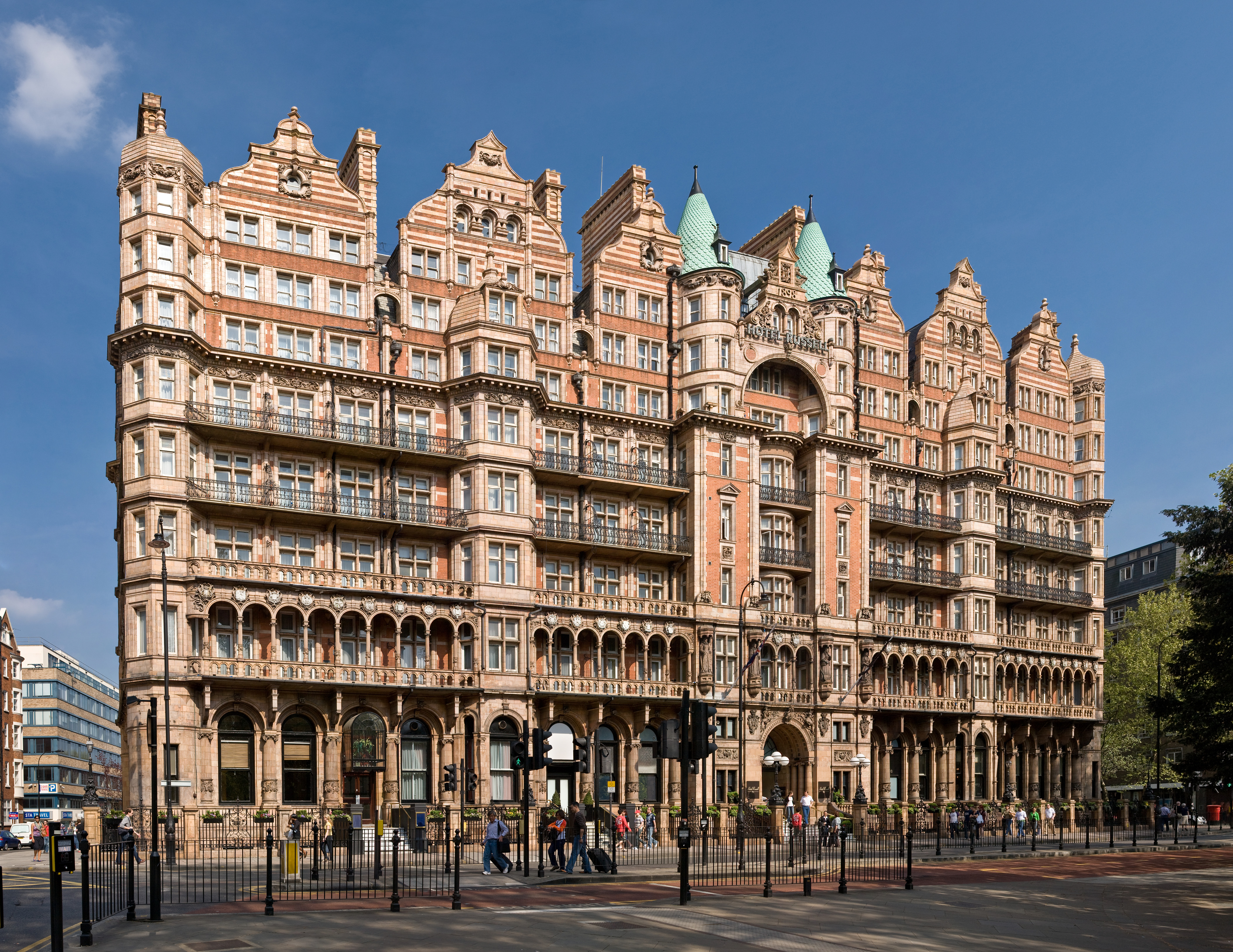
Hotel Russell, Russell Square 1–8

Auf dem Platz wurden mehrere terrassierte Häuser gebaut, die für Mittelklassefamilien gedacht waren. Einige der ursprünglichen Häuser existieren noch heute, vor allem auf der südlichen und auf der westlichen Seite. Jene auf der westlichen Seite sind von der University of London belegt. Auf der Nordseite steht ein Haus, in dem T. S. Eliot während mehrerer Jahre arbeitete, als er Herausgeber bei Faber & Faber war. Das Gebäude wird nun von der School of Oriental and African Studies genutzt, einer Fakultät der University of London. Thomas Lawrence hatte zwischen 1805 und 1830 ein Atelier im Haus Nummer 67. Auf der Ostseite steht das imposante Hotel Russell aus dem Jahr 1898. Das in den 1960er Jahren aus Beton gebaute „President Hotel“ auf der Westseite wirkt wie ein Fremdkörper.
Andere Persönlichkeiten, die eines der Häuser am Platz bewohnten, waren Philip und Philip Charles Hardwick (Vater und Sohn) in Nummer 60. Seit dem Jahr 2004 sind auf der Südseite die beiden Gebäude 46 und 47 (die Nummern sind hier fortlaufend) durch die Huron University USA in London genutzt. 1998 verlegte auch die London Mathematical Society ihre Räumlichkeiten vom Burlington House in das De Morgan House (Nummer 57–58), um den gewachsenen Mitarbeiterzahlen gerecht zu werden.
Im Jahr 2002 wurde die Grünanlage im Stil des frühen neunzehnten Jahrhunderts von Humphry Repton (1752–1818) neu gestaltet. Auch das Café, welches sich in den Grünanlagen befindet, wurde erneuert. Das Herzstück der Umgestaltung war die Installation eines Brunnens.

## Cabman's Shelter
Der Cabmen's Shelter Fund wurde 1875 gegründet, um die Fahrer der damaligen Droschken zu beherbergen. Die Unterkunft am Russell Square ist eine von 13 verbliebenen Heimen.

## Die Bombenanschläge am 7. Juli 2005
Seit den Bombenanschlägen im Juli 2005 erfuhr der Platz vermehrt touristisches Interesse. Eine der explodierten Bomben war in einer Untergrundbahn, die von King’s Cross St. Pancras nach Russell Square unterwegs war. Eine andere Bombe explodierte ganz in der Nähe am Tavistock Square. Ein Denkmal südlich des Cafés erinnert an die bei den Attentaten getöteten Personen.

## Weitere Plätze in der Nähe
Andere Plätze im früheren Bedford-Anwesen in Bloomsbury:
- Bedford Square
- Bloomsbury Square
- Gordon Square
- Tavistock Square
- Torrington Square
- Woburn Square